# 해벅 (영화)
"해벅"(영어: Havoc)은 2025년 공개된 액션 스릴러 영화이다. 개러스 에번스가 감독과 각본을 맡았다.

## 줄거
- 영화는 가족을 잃은 한 인물이 상실감 속에서 방황하다가, 고향으로 돌아가는 여정을 시작하며 전개된다. 이 과정에서 다양한 인물들과의 만남, 자연 속에서의 경험, 그리고 내면의 성장을 통해 주인공은 삶의 의미와 새로운 출발점을 모색하게 된다. 영화는 치유와 회복이라는 주제를 중심으로 전개되며, 상징적 요소와 감성적인 장면이 함께 어우러진다.